# Enrico I di Rohan
Enrico I di Rohan, 19° visconte di Rohan, visconte poi principe di Léon, marchese di Blain, Conte di Porhoët (1535 – 1575), e primogenito di Renato I di Rohan.

## Biografia
Nel 1558, chiedono ai castelli di Fleurieu e Loiseleur di predicare la riforma nella grande sala del castello. Dopo le veementi proteste della popolazione all'autorità reale, sono obbligati a costruire la chiesa.
Avendo il re Enrico II proibito il culto protestante nel timore di vedere il suo regno diviso, ottengono di praticare la loro religione apertamente, loro e la loro servitù, e di concedere questo ai molti protestanti venuti sotto la loro protezione al village Pavé alle porte del castello di Blain. L'autorità reale vieta subito tali riunioni. Sono obbligati a cambiare la sede delle loro riunioni che si svolgono nella sala grande del castello, o nella cappella, o nella sala del siniscalco; talvolta fuori, all'hotel du Chapeau-Rouge, talvolta più lontano, a Fresnay nel Plessé, dipendenze dei Rohan.
Sposato con Françoise de Tournemine, muore senza lasciare eredi. Gli succede suo fratello Renato II.

## Armoriale
Albero genealogico della famiglia Rohan-Parthenay
|  |  |  |  |                                                                |                                                                |                                                                |                                                                | Giovanni V di Parthenay-l'archevêque Signore di Mouchamps (Les Herbiers) detto Soubise (1512-1561) | Giovanni V di Parthenay-l'archevêque Signore di Mouchamps (Les Herbiers) detto Soubise (1512-1561) | Giovanni V di Parthenay-l'archevêque Signore di Mouchamps (Les Herbiers) detto Soubise (1512-1561) | Giovanni V di Parthenay-l'archevêque Signore di Mouchamps (Les Herbiers) detto Soubise (1512-1561) | Giovanni V di Parthenay-l'archevêque Signore di Mouchamps (Les Herbiers) detto Soubise (1512-1561) | Giovanni V di Parthenay-l'archevêque Signore di Mouchamps (Les Herbiers) detto Soubise (1512-1561) |                                                                                           |                                                                                           | Antoinette Bouchard d'Aubeterre (1535-1580) Douairière di Soubise                         | Antoinette Bouchard d'Aubeterre (1535-1580) Douairière di Soubise                         | Antoinette Bouchard d'Aubeterre (1535-1580) Douairière di Soubise | Antoinette Bouchard d'Aubeterre (1535-1580) Douairière di Soubise | Antoinette Bouchard d'Aubeterre (1535-1580) Douairière di Soubise              | Antoinette Bouchard d'Aubeterre (1535-1580) Douairière di Soubise              |                                                                                |                                                                                |                                                                                |                                                                                | Isabella d'Albret (1513-1555) zia di Giovanna d'Albret (regina di Navarra) | Isabella d'Albret (1513-1555) zia di Giovanna d'Albret (regina di Navarra) | Isabella d'Albret (1513-1555) zia di Giovanna d'Albret (regina di Navarra) | Isabella d'Albret (1513-1555) zia di Giovanna d'Albret (regina di Navarra) | Isabella d'Albret (1513-1555) zia di Giovanna d'Albret (regina di Navarra) | Isabella d'Albret (1513-1555) zia di Giovanna d'Albret (regina di Navarra) |                                                                 |                                                                 | Renato I di Rohan Visconte di Rohan (1516-1552)                 | Renato I di Rohan Visconte di Rohan (1516-1552)                 | Renato I di Rohan Visconte di Rohan (1516-1552) | Renato I di Rohan Visconte di Rohan (1516-1552) | Renato I di Rohan Visconte di Rohan (1516-1552) | Renato I di Rohan Visconte di Rohan (1516-1552) |                                                 |                                                 |                                    |                                    |                                                       |                                                       |                                                       |                                                       |                                                       |                                                       |  |  |  |  |  |  |  |  |  |  |  |  |  |  |
|  |  |  |  |                                                                |                                                                |                                                                |                                                                | Giovanni V di Parthenay-l'archevêque Signore di Mouchamps (Les Herbiers) detto Soubise (1512-1561) | Giovanni V di Parthenay-l'archevêque Signore di Mouchamps (Les Herbiers) detto Soubise (1512-1561) | Giovanni V di Parthenay-l'archevêque Signore di Mouchamps (Les Herbiers) detto Soubise (1512-1561) | Giovanni V di Parthenay-l'archevêque Signore di Mouchamps (Les Herbiers) detto Soubise (1512-1561) | Giovanni V di Parthenay-l'archevêque Signore di Mouchamps (Les Herbiers) detto Soubise (1512-1561) | Giovanni V di Parthenay-l'archevêque Signore di Mouchamps (Les Herbiers) detto Soubise (1512-1561) |                                                                                           |                                                                                           | Antoinette Bouchard d'Aubeterre (1535-1580) Douairière di Soubise                         | Antoinette Bouchard d'Aubeterre (1535-1580) Douairière di Soubise                         | Antoinette Bouchard d'Aubeterre (1535-1580) Douairière di Soubise | Antoinette Bouchard d'Aubeterre (1535-1580) Douairière di Soubise | Antoinette Bouchard d'Aubeterre (1535-1580) Douairière di Soubise              | Antoinette Bouchard d'Aubeterre (1535-1580) Douairière di Soubise              |                                                                                |                                                                                |                                                                                |                                                                                | Isabella d'Albret (1513-1555) zia di Giovanna d'Albret (regina di Navarra) | Isabella d'Albret (1513-1555) zia di Giovanna d'Albret (regina di Navarra) | Isabella d'Albret (1513-1555) zia di Giovanna d'Albret (regina di Navarra) | Isabella d'Albret (1513-1555) zia di Giovanna d'Albret (regina di Navarra) | Isabella d'Albret (1513-1555) zia di Giovanna d'Albret (regina di Navarra) | Isabella d'Albret (1513-1555) zia di Giovanna d'Albret (regina di Navarra) |                                                                 |                                                                 | Renato I di Rohan Visconte di Rohan (1516-1552)                 | Renato I di Rohan Visconte di Rohan (1516-1552)                 | Renato I di Rohan Visconte di Rohan (1516-1552) | Renato I di Rohan Visconte di Rohan (1516-1552) | Renato I di Rohan Visconte di Rohan (1516-1552) | Renato I di Rohan Visconte di Rohan (1516-1552) |                                                 |                                                 |                                    |                                    |                                                       |                                                       |                                                       |                                                       |                                                       |                                                       |  |  |  |  |  |  |  |  |  |  |  |  |  |  |
|  |  |  |  |                                                                |                                                                |                                                                |                                                                | | | | | | |                                                                                           |                                                                                           |                                                                                           |                                                                                           |                                                                   |                                                                   |                                                                                |                                                                                |                                                                                |                                                                                |                                                                                |                                                                                |                                                                            |                                                                            |                                                                            |                                                                            |                                                                            |                                                                            |                                                                 |                                                                 |                                                                 |                                                                 |                                                 |                                                 |                                                 |                                                 |                                                 |                                                 |                                    |                                    |                                                       |                                                       |                                                       |                                                       |                                                       |                                                       |  |  |  |  |  |  |  |  |  |  |  |  |  |  |
|  |  |  |  |                                                                |                                                                |                                                                |                                                                | | | | | | |                                                                                           |                                                                                           |                                                                                           |                                                                                           |                                                                   |                                                                   |                                                                                |                                                                                |                                                                                |                                                                                |                                                                                |                                                                                |                                                                            |                                                                            |                                                                            |                                                                            |                                                                            |                                                                            |                                                                 |                                                                 |                                                                 |                                                                 |                                                 |                                                 |                                                 |                                                 |                                                 |                                                 |                                    |                                    |                                                       |                                                       |                                                       |                                                       |                                                       |                                                       |  |  |  |  |  |  |  |  |  |  |  |  |  |  |
|  |  |  |  | Charles de Quellenec Barone di Pont, detto Soubise (1548-1572) | Charles de Quellenec Barone di Pont, detto Soubise (1548-1572) | Charles de Quellenec Barone di Pont, detto Soubise (1548-1572) | Charles de Quellenec Barone di Pont, detto Soubise (1548-1572) | Charles de Quellenec Barone di Pont, detto Soubise (1548-1572)                                     | Charles de Quellenec Barone di Pont, detto Soubise (1548-1572)                                     | | | Catherine de Parthenay Signora di Soubise Madre dei Rohan Douairière di Rohan (1554-1631)          | Catherine de Parthenay Signora di Soubise Madre dei Rohan Douairière di Rohan (1554-1631)          | Catherine de Parthenay Signora di Soubise Madre dei Rohan Douairière di Rohan (1554-1631) | Catherine de Parthenay Signora di Soubise Madre dei Rohan Douairière di Rohan (1554-1631) | Catherine de Parthenay Signora di Soubise Madre dei Rohan Douairière di Rohan (1554-1631) | Catherine de Parthenay Signora di Soubise Madre dei Rohan Douairière di Rohan (1554-1631) |                                                                   |                                                                   | Renato II di Rohan detto Pontivy, poi Frontenay, Visconte di Rohan (1550-1585) | Renato II di Rohan detto Pontivy, poi Frontenay, Visconte di Rohan (1550-1585) | Renato II di Rohan detto Pontivy, poi Frontenay, Visconte di Rohan (1550-1585) | Renato II di Rohan detto Pontivy, poi Frontenay, Visconte di Rohan (1550-1585) | Renato II di Rohan detto Pontivy, poi Frontenay, Visconte di Rohan (1550-1585) | Renato II di Rohan detto Pontivy, poi Frontenay, Visconte di Rohan (1550-1585) |                                                                            |                                                                            | Jean detto Frontenay (?-morto nel 1574)                                    | Jean detto Frontenay (?-morto nel 1574)                                    | Jean detto Frontenay (?-morto nel 1574)                                    | Jean detto Frontenay (?-morto nel 1574)                                    | Jean detto Frontenay (?-morto nel 1574)                         | Jean detto Frontenay (?-morto nel 1574)                         |                                                                 |                                                                 | Enrico I di Rohan Visconte di Rohan (1535-1575) | Enrico I di Rohan Visconte di Rohan (1535-1575) | Enrico I di Rohan Visconte di Rohan (1535-1575) | Enrico I di Rohan Visconte di Rohan (1535-1575) | Enrico I di Rohan Visconte di Rohan (1535-1575) | Enrico I di Rohan Visconte di Rohan (1535-1575) |                                    |                                    | Françoise de Rohan Signora della Garnache (1540-1591) | Françoise de Rohan Signora della Garnache (1540-1591) | Françoise de Rohan Signora della Garnache (1540-1591) | Françoise de Rohan Signora della Garnache (1540-1591) | Françoise de Rohan Signora della Garnache (1540-1591) | Françoise de Rohan Signora della Garnache (1540-1591) |  |  |  |  |  |  |  |  |  |  |  |  |  |  |
|  |  |  |  | Charles de Quellenec Barone di Pont, detto Soubise (1548-1572) | Charles de Quellenec Barone di Pont, detto Soubise (1548-1572) | Charles de Quellenec Barone di Pont, detto Soubise (1548-1572) | Charles de Quellenec Barone di Pont, detto Soubise (1548-1572) | Charles de Quellenec Barone di Pont, detto Soubise (1548-1572)                                     | Charles de Quellenec Barone di Pont, detto Soubise (1548-1572)                                     | | | Catherine de Parthenay Signora di Soubise Madre dei Rohan Douairière di Rohan (1554-1631)          | Catherine de Parthenay Signora di Soubise Madre dei Rohan Douairière di Rohan (1554-1631)          | Catherine de Parthenay Signora di Soubise Madre dei Rohan Douairière di Rohan (1554-1631) | Catherine de Parthenay Signora di Soubise Madre dei Rohan Douairière di Rohan (1554-1631) | Catherine de Parthenay Signora di Soubise Madre dei Rohan Douairière di Rohan (1554-1631) | Catherine de Parthenay Signora di Soubise Madre dei Rohan Douairière di Rohan (1554-1631) |                                                                   |                                                                   | Renato II di Rohan detto Pontivy, poi Frontenay, Visconte di Rohan (1550-1585) | Renato II di Rohan detto Pontivy, poi Frontenay, Visconte di Rohan (1550-1585) | Renato II di Rohan detto Pontivy, poi Frontenay, Visconte di Rohan (1550-1585) | Renato II di Rohan detto Pontivy, poi Frontenay, Visconte di Rohan (1550-1585) | Renato II di Rohan detto Pontivy, poi Frontenay, Visconte di Rohan (1550-1585) | Renato II di Rohan detto Pontivy, poi Frontenay, Visconte di Rohan (1550-1585) |                                                                            |                                                                            | Jean detto Frontenay (?-morto nel 1574)                                    | Jean detto Frontenay (?-morto nel 1574)                                    | Jean detto Frontenay (?-morto nel 1574)                                    | Jean detto Frontenay (?-morto nel 1574)                                    | Jean detto Frontenay (?-morto nel 1574)                         | Jean detto Frontenay (?-morto nel 1574)                         |                                                                 |                                                                 | Enrico I di Rohan Visconte di Rohan (1535-1575) | Enrico I di Rohan Visconte di Rohan (1535-1575) | Enrico I di Rohan Visconte di Rohan (1535-1575) | Enrico I di Rohan Visconte di Rohan (1535-1575) | Enrico I di Rohan Visconte di Rohan (1535-1575) | Enrico I di Rohan Visconte di Rohan (1535-1575) |                                    |                                    | Françoise de Rohan Signora della Garnache (1540-1591) | Françoise de Rohan Signora della Garnache (1540-1591) | Françoise de Rohan Signora della Garnache (1540-1591) | Françoise de Rohan Signora della Garnache (1540-1591) | Françoise de Rohan Signora della Garnache (1540-1591) | Françoise de Rohan Signora della Garnache (1540-1591) |  |  |  |  |  |  |  |  |  |  |  |  |  |  |
|  |  |  |  |                                                                |                                                                |                                                                |                                                                | | | | | | |                                                                                           |                                                                                           |                                                                                           |                                                                                           |                                                                   |                                                                   |                                                                                |                                                                                |                                                                                |                                                                                |                                                                                |                                                                                |                                                                            |                                                                            |                                                                            |                                                                            |                                                                            |                                                                            |                                                                 |                                                                 |                                                                 |                                                                 |                                                 |                                                 |                                                 |                                                 |                                                 |                                                 |                                    |                                    |                                                       |                                                       |                                                       |                                                       |                                                       |                                                       |  |  |  |  |  |  |  |  |  |  |  |  |  |  |
|  |  |  |  |                                                                |                                                                |                                                                |                                                                | | | | | | |                                                                                           |                                                                                           |                                                                                           |                                                                                           |                                                                   |                                                                   |                                                                                |                                                                                |                                                                                |                                                                                |                                                                                |                                                                                |                                                                            |                                                                            |                                                                            |                                                                            |                                                                            |                                                                            |                                                                 |                                                                 |                                                                 |                                                                 |                                                 |                                                 |                                                 |                                                 |                                                 |                                                 |                                    |                                    |                                                       |                                                       |                                                       |                                                       |                                                       |                                                       |  |  |  |  |  |  |  |  |  |  |  |  |  |  |
|  |  |  |  |                                                                |                                                                | Enrico II di Rohan Visconte e I duca dopo il 1604 (1579-1638)  | Enrico II di Rohan Visconte e I duca dopo il 1604 (1579-1638)  | Enrico II di Rohan Visconte e I duca dopo il 1604 (1579-1638)                                      | Enrico II di Rohan Visconte e I duca dopo il 1604 (1579-1638)                                      | Enrico II di Rohan Visconte e I duca dopo il 1604 (1579-1638)                                      | Enrico II di Rohan Visconte e I duca dopo il 1604 (1579-1638)                                      | | | Beniamino di Rohan Duca di Soubise (1583-1642)                                            | Beniamino di Rohan Duca di Soubise (1583-1642)                                            | Beniamino di Rohan Duca di Soubise (1583-1642)                                            | Beniamino di Rohan Duca di Soubise (1583-1642)                                            | Beniamino di Rohan Duca di Soubise (1583-1642)                    | Beniamino di Rohan Duca di Soubise (1583-1642)                    |                                                                                |                                                                                | Henriette de Rohan detta la Bossue (la gobba) (1577-1624)                      | Henriette de Rohan detta la Bossue (la gobba) (1577-1624)                      | Henriette de Rohan detta la Bossue (la gobba) (1577-1624)                      | Henriette de Rohan detta la Bossue (la gobba) (1577-1624)                      | Henriette de Rohan detta la Bossue (la gobba) (1577-1624)                  | Henriette de Rohan detta la Bossue (la gobba) (1577-1624)                  |                                                                            |                                                                            | Catherine de Rohan sposata a Giovanni II di Baviera (1580-1607)            | Catherine de Rohan sposata a Giovanni II di Baviera (1580-1607)            | Catherine de Rohan sposata a Giovanni II di Baviera (1580-1607) | Catherine de Rohan sposata a Giovanni II di Baviera (1580-1607) | Catherine de Rohan sposata a Giovanni II di Baviera (1580-1607) | Catherine de Rohan sposata a Giovanni II di Baviera (1580-1607) |                                                 |                                                 | Anne de Rohan Poetessa (1584-1646)              | Anne de Rohan Poetessa (1584-1646)              | Anne de Rohan Poetessa (1584-1646)              | Anne de Rohan Poetessa (1584-1646)              | Anne de Rohan Poetessa (1584-1646) | Anne de Rohan Poetessa (1584-1646) |                                                       |                                                       |                                                       |                                                       |                                                       |                                                       |  |  |  |  |  |  |  |  |  |  |  |  |  |  |

## Ascendenza
|                        |                  |                        | Genitori                       |  |  | Nonni |  |  | Bisnonni              |  |  | Trisnonni                |  |
|                        |                  |                        |                                |  |  |       |  |  | Pierre I de Rohan-Gié |  |  | Louis I de Rohan-Guéméné |  |
|                        |                  |                        |                                |  |  |       |  |  | Pierre I de Rohan-Gié |  |  | Louis I de Rohan-Guéméné |  |
|                        |                  | Marie de Montauban     |                                |  |  |       |  |  | Pierre I de Rohan-Gié |  |  |                          |  |
| Pierre II de Rohan Gié |                  |                        |                                |  |  |       |  |  | Pierre I de Rohan-Gié |  |  |                          |  |
|                        |                  | Françoise de Penhoët   | Guillaume de Penhoët           |  |  |       |  |  |                       |  |  |                          |  |
|                        |                  | Françoise de Penhoët   | Guillaume de Penhoët           |  |  |       |  |  |                       |  |  |                          |  |
|                        |                  | Françoise de Penhoët   | Françoise de Maillé            |  |  |       |  |  |                       |  |  |                          |  |
| René I de Rohan        |                  | Françoise de Penhoët   |                                |  |  |       |  |  |                       |  |  |                          |  |
|                        |                  | Jean II de Rohan       | Alain IX de Rohan              |  |  |       |  |  |                       |  |  |                          |  |
|                        |                  | Jean II de Rohan       | Alain IX de Rohan              |  |  |       |  |  |                       |  |  |                          |  |
|                        |                  | Jean II de Rohan       | Marie de Vaudémont             |  |  |       |  |  |                       |  |  |                          |  |
| Anne de Rohan          |                  | Jean II de Rohan       |                                |  |  |       |  |  |                       |  |  |                          |  |
|                        |                  | Marie de Bretagne      | François I de Bretagne         |  |  |       |  |  |                       |  |  |                          |  |
|                        |                  | Marie de Bretagne      | François I de Bretagne         |  |  |       |  |  |                       |  |  |                          |  |
|                        |                  | Marie de Bretagne      | Isabella Stuart                |  |  |       |  |  |                       |  |  |                          |  |
| Henri I de Rohan       |                  | Marie de Bretagne      |                                |  |  |       |  |  |                       |  |  |                          |  |
|                        | Alain I d'Albret | Jean I d'Albret        |                                |  |  |       |  |  |                       |  |  |                          |  |
|                        | Alain I d'Albret | Jean I d'Albret        |                                |  |  |       |  |  |                       |  |  |                          |  |
|                        | Alain I d'Albret | Catherine de Rohan     |                                |  |  |       |  |  |                       |  |  |                          |  |
| Jean III de Navarre    | Alain I d'Albret |                        |                                |  |  |       |  |  |                       |  |  |                          |  |
|                        |                  | Françoise de Châtillon | Guillaume de Châtillon         |  |  |       |  |  |                       |  |  |                          |  |
|                        |                  | Françoise de Châtillon | Guillaume de Châtillon         |  |  |       |  |  |                       |  |  |                          |  |
|                        |                  | Françoise de Châtillon | Isabelle de La Tour d'Auvergne |  |  |       |  |  |                       |  |  |                          |  |
| Isabeau d'Albret       |                  | Françoise de Châtillon |                                |  |  |       |  |  |                       |  |  |                          |  |
|                        |                  | Gaston de Foix         | Gaston IV de Foix              |  |  |       |  |  |                       |  |  |                          |  |
|                        |                  | Gaston de Foix         | Gaston IV de Foix              |  |  |       |  |  |                       |  |  |                          |  |
|                        |                  | Gaston de Foix         | Éléonore de Navarre            |  |  |       |  |  |                       |  |  |                          |  |
| Catherine de Foix      |                  | Gaston de Foix         |                                |  |  |       |  |  |                       |  |  |                          |  |
|                        |                  | Madeleine de Valois    | Charles VII de France          |  |  |       |  |  |                       |  |  |                          |  |
|                        |                  | Madeleine de Valois    | Charles VII de France          |  |  |       |  |  |                       |  |  |                          |  |
|                        |                  | Madeleine de Valois    | Marie d'Anjou                  |  |  |       |  |  |                       |  |  |                          |  |
|                        |                  | Madeleine de Valois    |                                |  |  |       |  |  |                       |  |  |                          |  |